# Rhamphomyia biserialis
Rhamphomyia biserialis är en tvåvingeart som först beskrevs av Collin 1960.  Rhamphomyia biserialis ingår i släktet Rhamphomyia och familjen dansflugor. Inga underarter finns listade i Catalogue of Life.